# Maon
Maon (in croato Maun) è una isola della Croazia situata nel mare Adriatico ad ovest di Pago; fa parte delle isole Liburniche meridionali. L'isola non è abitata stabilmente. Amministrativamente appartiene al comune di Pago, nella regione zaratina.

## Geografia
Maon è un'isola dalla forma allungata, misura 9 km di lunghezza, l'elevazione maggiore è di 64,6 m; ha una superficie di 8,5 km² e uno sviluppo costiero di 23,91 km. La costa ha molte piccole insenature, la maggiore è valle Coromasna (uvala Koromačna) che si apre a sud prima della punta meridionale. L'isola si trova parallela alla costa di Pago, da cui è separata dal canale di Maon (Maunski kanal); la distanza minima da Pago è di 2,8 km. A sud-ovest il canale di Puschina (Pohlipski kanal) la separa da Ulbo e Magresina. La punta di nord-ovest è formata da un piccolo scoglio collegato da un istmo: punta Sant'Antonio (rt Šip), che dista 1,5 km circa dalla punta meridionale di Scherda (Škrda). Due punte segnano l'estremità meridionale dell'isola: punta Finocchiara (rt Koromačna) e punta Maon (rt Maun).

### Isole adiacenti
- Isolotti Brusgnacco (Veli e Mali Brušnjak), a sud-est di punta Maon.
- Puschina (Pohlib), piccolo isolotto a sud-ovest, a circa 3,5 km, nel canale di Puschina.

### Cartografia
- (HR) Mappa topografica della Croazia 1:25000, su preglednik.arkod.hr. URL consultato il 23 ottobre 2017.
- G. Giani, Carta prospettiva delle Comuni censuarie della Dalmazia, foglio 1, 1839. Fondo Miscellanea cartografica catastale, Archivio di Stato di Trieste.
- Carta di cabottaggio del mare Adriatico, foglio V, Milano, Istituto geografico militare, 1822-1824. URL consultato il 23 ottobre 2017 (archiviato dall'url originale il 23 agosto 2021).